# Perfume (브리트니 스피어스의 노래)
"Perfume"은 미국의 가수 브리트니 스피어스의 여덟 번째 음반 Britney Jean의 두 번째 싱글이다.